# George H. Combs
George Hamilton Combs Jr., född 2 maj 1899 i Kansas City, Missouri, död 29 november 1977 i West Palm Beach, Florida, var en amerikansk politiker (demokrat). Han var ledamot av USA:s representanthus 1927–1929.
Combs tjänstjorde i USA:s flotta under första världskriget.
Combs tillträdde 1927 som kongressledamot och efterträddes 1929 av företrädaren Edgar C. Ellis.